# N-(4-羟丁基)邻苯二甲酰亚胺
N-(4-羟丁基)邻苯二甲酰亚胺是一种有机化合物，化学式为C12H13NO3。它可由邻苯二甲酸酐和4-氨基丁醇在甲苯中回流反应得到。它在二氯甲烷中可以被草酰氯-DMSO氧化为N-(3-甲酰基丙基)邻苯二甲酰亚胺。它和甲磺酰氯在三乙胺存在下反应，可以得到相应的甲磺酸酯。